# Carex wootonii
Espèce
Classification phylogénétique
Carex wootonii ou Laîche de Wooton est une espèce de plantes du genre Carex et de la famille des Cyperaceae.